# Aldabrinus aldabrinus
Espèce
Statut de conservation UICN

 LC  : Préoccupation mineure
Aldabrinus aldabrinus est une espèce de pseudoscorpions de la famille des Garypinidae.

## Distribution
Cette espèce se rencontre aux Seychelles sur Aldabra et au Mozambique,.

## Description
La femelle décrite par Muchmore en 1974 mesure 3,55 mm.

## Étymologie
Son nom d'espèce  lui a été donné en référence au lieu de sa découverte, Aldabra.

## Publication originale
- Chamberlin, 1930 : A synoptic classification of the false scorpions or chela-spinners, with a report on a cosmopolitan collection of the same. Part II. The Diplosphyronida (Arachnida-Chelonethida). Annals and Magazine of Natural History, sér. 10, vol. 5, p. 1-48 & 585-620.